# Lac Peaks of Otter
Le lac Peaks of Otter (en anglais : Peaks of Otter Lake) ou lac Abbott (en anglais : Abbott Lake) est un lac de barrage américain dans le comté de Bedford, en Virginie. Il est situé à 760 mètres d'altitude au sein des forêts nationales de George Washington et de Jefferson et de la Blue Ridge Parkway. Sur ses bords se trouve le Peaks of Otter Lodge, un lodge ouvert en 1964.